# All Light
All Light è il primo album in studio in lingua coreana della boy band sudcoreana Astro, pubblicato nel 2019.

## Tracce
1. Starry Sky – 2:58
2. All Night (전화해; Jeonhwahae) – 3:43
3. Moonwalk – 3:19
4. Treasure – 3:29
5. Role Play – 3:13
6. 1 in a Million – 3:05
7. Love Wheel – 3:29
8. Heart Brew Love – 3:32
9. Merry-Go-Round – 3:09
10. Bloom (피어나; Pieona) – 3:43

## Formazione
- MJ
- Jinjin
- Cha Eun-woo
- Moon Bin
- Rocky
- Yoon San-ha